# Muhammad VIII al-Amin
Muhammad VIII al-Amin, detto Lamine Bey (in arabo محمد الأمين باي‎?; Cartagine, 4 settembre 1881 – Tunisi, 30 settembre 1962), della dinastia degli Husaynidi, è stato l'ultimo Bey di Tunisi, nonché il primo e unico Re di Tunisia.
Proclamò l'indipendenza dalla Francia nel 1956, ma il suo regno fu effimero. Fu deposto nel 1957 dal primo ministro Habib Bourguiba, con conseguente proclamazione della Repubblica.

## Ascendenza
|                            |             |                  | Genitori |  |  | Nonni |  |  | Bisnonni                |  |  | Trisnonni           |  |
|                            |             |                  |          |  |  |       |  |  | Al-Husayn II ibn Mahmud |  |  | Mahmud ibn Muhammad |  |
|                            |             |                  |          |  |  |       |  |  | Al-Husayn II ibn Mahmud |  |  | Mahmud ibn Muhammad |  |
|                            |             | Lalla Amina Beya |          |  |  |       |  |  | Al-Husayn II ibn Mahmud |  |  |                     |  |
| Sidi Muhammad al-Mamun Bey |             |                  |          |  |  |       |  |  | Al-Husayn II ibn Mahmud |  |  |                     |  |
|                            |             | …                | …        |  |  |       |  |  |                         |  |  |                     |  |
|                            |             | …                | …        |  |  |       |  |  |                         |  |  |                     |  |
|                            |             | …                | …        |  |  |       |  |  |                         |  |  |                     |  |
| Muhammad VI al-Habib       |             | …                |          |  |  |       |  |  |                         |  |  |                     |  |
|                            |             | …                | …        |  |  |       |  |  |                         |  |  |                     |  |
|                            |             | …                | …        |  |  |       |  |  |                         |  |  |                     |  |
|                            |             | …                | …        |  |  |       |  |  |                         |  |  |                     |  |
| Lalla Fatima               |             | …                |          |  |  |       |  |  |                         |  |  |                     |  |
|                            |             | …                | …        |  |  |       |  |  |                         |  |  |                     |  |
|                            |             | …                | …        |  |  |       |  |  |                         |  |  |                     |  |
|                            |             | …                | …        |  |  |       |  |  |                         |  |  |                     |  |
| Muhammad VIII al-Amin      |             | …                |          |  |  |       |  |  |                         |  |  |                     |  |
|                            | Sidi Ismail | …                |          |  |  |       |  |  |                         |  |  |                     |  |
|                            | Sidi Ismail | …                |          |  |  |       |  |  |                         |  |  |                     |  |
|                            | Sidi Ismail | …                |          |  |  |       |  |  |                         |  |  |                     |  |
| Sidi Muhammad bin Ismail   | Sidi Ismail |                  |          |  |  |       |  |  |                         |  |  |                     |  |
|                            |             | …                | …        |  |  |       |  |  |                         |  |  |                     |  |
|                            |             | …                | …        |  |  |       |  |  |                         |  |  |                     |  |
|                            |             | …                | …        |  |  |       |  |  |                         |  |  |                     |  |
| Lalla Fatima bint Muhammad |             | …                |          |  |  |       |  |  |                         |  |  |                     |  |
|                            |             | …                | …        |  |  |       |  |  |                         |  |  |                     |  |
|                            |             | …                | …        |  |  |       |  |  |                         |  |  |                     |  |
|                            |             | …                | …        |  |  |       |  |  |                         |  |  |                     |  |
| …                          |             | …                |          |  |  |       |  |  |                         |  |  |                     |  |
|                            |             | …                | …        |  |  |       |  |  |                         |  |  |                     |  |
|                            |             | …                | …        |  |  |       |  |  |                         |  |  |                     |  |
|                            |             | …                | …        |  |  |       |  |  |                         |  |  |                     |  |
|                            |             | …                |          |  |  |       |  |  |                         |  |  |                     |  |